# Єлисавета Багряна
Єлисаве́та Багряна́ (болг. Елисавета Багряна; *29 квітня 1893, Софія — †23 березня 1991) — болгарська поетеса. Новаторка у болгарській поезії — поєднувала фольклорну традицію із модерними літературними течіями.

## Життєпис
Народилась у Софії.

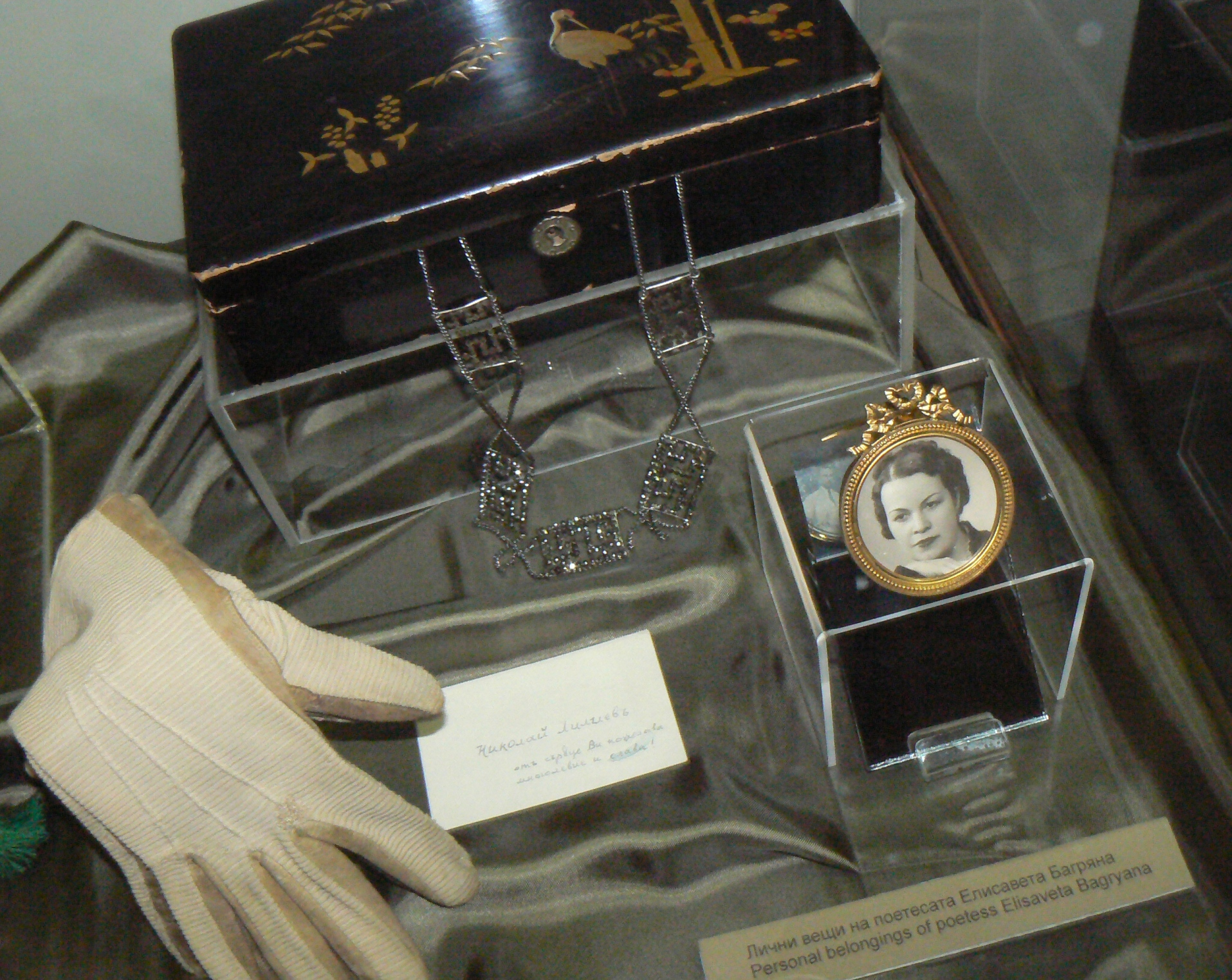
Особисті речі Єлисавети Багряної

Друкуватись почала 1915. 3бірка «Вічна і свята» (1927), «Зірка моряка» (1932), «Серце людське» (1936) пройняті невдоволенням навколишньою дійсністю, протестом проти приниження жіночої гідності. Після комуністичного перевороту 1948 Багряна рекрутується до числа поетес, які боготворили новий режим. Збірка «П'ять зірок» (1953) вже повністю присвячена сталінському соціалізму, оспівуванню сателітного стану Болгарії, вірності росіянам.
Багряна відома як перекладачка російських поетів, авторка дитячих творів.
Деякі поезії Багряної перекладено українською мовою (П. Тичина та інші).

## Цікавий факт
На честь Єлисавети Багряної названо астероїд, відкритий 24 серпня 1985 року.
Багряна була другом Петара Русева — батька Президента Бразилії Ділми Русеф.

## Збірки віршів
- Вічна й свята (1927)
- Річниця дитинки (1931)
- Звірка моряка (1931)
- Серце людське (1936)
- П'ять зірок (1953)
- Від берега до берега (1963)
- Контрапункти (1972)
- Світлотіні (1977)
- На березі часу (1983)